# 林田繁和
林田 繁和（はやしだ しげかず、1966年10月27日 - ）は、元NBC長崎放送のアナウンサーで、元アナウンス部部長。

## 来歴
長崎県長崎市出身。長崎県立長崎東高等学校、長崎大学卒業後の1991年、NBC長崎放送に入社。

## エピソード
近年はラジオの出番は少なかった。『報道センターNBC』降板から『あっぷる』着任までの間、昼ワイドのレギュラーを持っていた。2012年春の改編からラジオ中心の活動となる。
1990年代、全国のラジオ局は電リクを廃止してメール・ファックスリクエストに方針転換したが、電リク番組を担当していた林田もこの転換によって「最後の電リクパーソナリティ」になった。
2002年には村山仁志アナウンサーと林田の企画・出演による「トーキングセッション男子アナ天国」を開催。同年秋にはNBCアナウンサー総出のイベント「アナアナ大作戦」を開催。NBCの名物イベントとなっている。しかしイベントが大きくなるにつれて、林田は制作にかかわる時間が確保しづらくなり、村山主導に傾きつつある。2004年秋に｢男子アナ完結篇（仮）｣として完結すると言っていたが、結局は2011年まで続いた。年代が近い村山とは馬が合い、親が転勤族で長崎のクロスネット時代の記憶が少ない村山にとって、生粋の長崎育ちの林田は『想い出の花束』でのトークの情報源でもあった。林田自身も『科学忍者隊ガッチャマン』恒例の“バードミサイル発射許可を巡る健とジョーの口論”をたびたびラジオ内で語っている。村山とのアニメ談義は、2009年4月開始の『きかせられないラジオ』にて拝聴可（NBCのポッドキャストでも聴取可）。
2010年には、JNN系列で優秀なアナウンサーに与えられるアノンシスト賞のテレビフリートーク部門最優秀賞並びに大賞（グランダ・プレミオ）を受賞。2011年にはラジオフリートーク部門最優秀賞（『きかせられないラジオ』）とテレビフリートーク部門優秀賞（『あっぷる』）をダブル受賞。
長崎大学落語研究会OBであり､｢長楽亭凡太｣の名前で高座に上がることもある｡長崎あざみ落語会のメンバーでもある｡落語の実力は高く､2012年の第4回社会人落語日本一決定戦で3位に入賞した｡

## 担当番組

### 現在
テレビ
- NBCニュース
- Pint（金曜）

ラジオ
- NBCニュース

### 過去
テレビ
- 報道センターNBC（2014年4月 - 2016年3月　キャスター復帰）
- NBCほっとポテト
- Nスタ プラス長崎（2016年4月 - 2020年3月）
- あっぷる（2006年4月 - 2012年3月、2017年4月 - 2020年3月、2017年4月から2020年3月は、きょうのNスタ プラス長崎担当）

ラジオ
- 電リクランド恵子のサンデーコースター
- 林田君のRing!Deng!電リクリリンのリン!
- 林田君の向こう三軒両隣り
- 満腹ワイド ラジDONぶり
- きかせられないラジオ
- 情報コンビニ 午後ですよ（月曜 - 水曜、2012年4月 - ）
- さくら町ステーション（日曜 12:00 - 12:57 出演アナウンサーは、週替わり）
- 想い出の花束 〜あの日、あの時、あのメロディー〜（月曜 - 金曜18:00 - 18:10 なお、NBCラジオ佐賀では、月曜 - 木曜の同時間帯）